# Barmkläde
Barmkläde är ett tygstycke som går runt halsen och fram på bröstet på den sydsamiska dräkten. Begreppet är känt i svenska språket sedan 1931 då  prästen Petrus Læstadius skriver  i sin dagbok från tjänstgöringen som missionär att: 
| ” | Lapparne bruka ingen vest utan i dess ställe ett barmkläde. Detta liknar en nattkappa, utan krage och icke öppen framtill. | „ |
| – | |   |

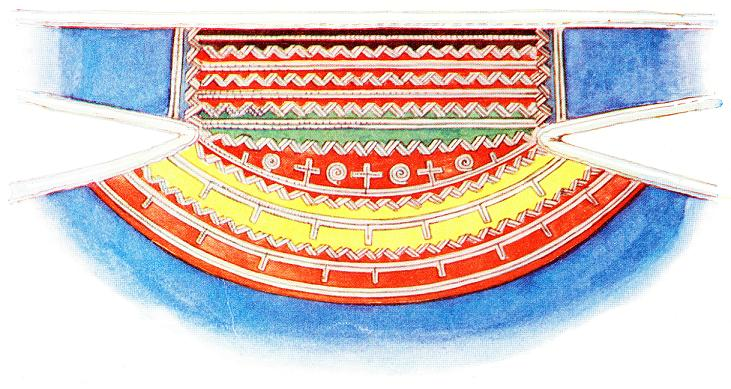
Barmkläde med metallbroderi från Åsele.

Barmklädet är en sorts skjortbröst, som bärs av både män och kvinnor 
innanför den v-ringade kolten. Det är vanligen halvmåneformat och utsmyckat med broderier med pärlor eller tenntråd. 
Plagget är uppdelat i tre till fem halvmåneformade fält i olika färger och har en liten krage med upp till tre färger samt broderier och knäpps runt halsen. De vanligaste färgerna är röd, grön och/eller blå. Männens barmkläde monteras på blått eller svart kläde medan kvinnornas monteras på rött kläde.
I södra delen av sydsamernas område använder både män och kvinnor rutiga barmkläden. Männens är röda och blåa i olika nyanser och kvinnornas röda och gröna. De är broderade med tenntråd eller pärlor i olika mönster, däribland kors.